# Ramón Bóveda
Ramón Bóveda (Pirané, 18 marzo 1949) è un ex calciatore argentino, di ruolo centrocampista.

## Carriera

### Club
Ha giocato nella massima serie argentina e colombiana.

### Nazionale
Dal 1972 al 1975 ha giocato 8 partite con la nazionale argentina prendendo parte alla Copa América 1975.

## Palmarès

### Club

#### Competizioni nazionali
- Campionato argentino: 2

Rosario Central: Nacional 1971, Nacional 1973